# Dyskografia System of a Down
Dyskografia System of a Down – amerykańskiego zespołu wykonującego metal alternatywny składa się z pięciu albumów studyjnych i jedenastu singli.
Zespół założyli na początku lat 90. wokalista Serj Tankian i gitarzysta Daron Malakian. Po kilku przesłuchaniach do grupy dołączyli: gitarzysta basowy Shavo Odadjian i perkusista Ontronik Khachaturian, który na skutek kontuzji ręki rozstał się z zespołem po nagraniu trzeciego demo, a jego miejsce zajął John Dolmayan. W 1998 roku muzycy wydali swój debiutancki album, zatytułowany System of a Down, który zdobył status platynowej płyty w Stanach Zjednoczonych i złotej płyty w Kanadzie. 4 września 2001 roku został wydany ich drugi album studyjny Toxicity, który jako pierwszy album zespołu zajął pierwsze miejsce na liście Billboard 200 i Canadian Albums Chart. Uzyskał on także status potrójnej platynowej płyty w Stanach Zjednoczonych i Australii, podwójnej platynowej w Kanadzie i złotej w Niemczech, Szwajcarii oraz Wielkiej Brytanii.

## Albumy studyjne
| Rok                                                     | Dane dot. albumu | Najwyższe pozycje na listach | Najwyższe pozycje na listach | Najwyższe pozycje na listach | Najwyższe pozycje na listach | Najwyższe pozycje na listach | Najwyższe pozycje na listach | Najwyższe pozycje na listach | Najwyższe pozycje na listach | Najwyższe pozycje na listach | Najwyższe pozycje na listach | Najwyższe pozycje na listach | Najwyższe pozycje na listach | Najwyższe pozycje na listach | Najwyższe pozycje na listach | Najwyższe pozycje na listach | Najwyższe pozycje na listach | Najwyższe pozycje na listach | Najwyższe pozycje na listach | Najwyższe pozycje na listach | Najwyższe pozycje na listach | Najwyższe pozycje na listach | Certyfikat | Sprzedaż                                                      |
| Rok                                                     | Dane dot. albumu | USA                          | AUS                          | AUT                          | BEL (FLA)                    | BEL (WAL)                    | CAN                          | DEN                          | ESP                          | FIN                          | FRA                          | GER                          | IRL                          | ITA                          | NLD                          | NOR                          | NZL                          | POL                          | POR                          | SWE                          | SWI                          | UK                           | Certyfikat | Sprzedaż                                                      |
| ------------------------------------------------------- | --- | ---------------------------- | ---------------------------- | ---------------------------- | ---------------------------- | ---------------------------- | ---------------------------- | ---------------------------- | ---------------------------- | ---------------------------- | ---------------------------- | ---------------------------- | ---------------------------- | ---------------------------- | ---------------------------- | ---------------------------- | ---------------------------- | ---------------------------- | ---------------------------- | ---------------------------- | ---------------------------- | ---------------------------- | --- | ------------------------------------------------------------- |
| 1998                                                    | System of a Down - Wydany: 30 czerwca 1998 - Wytwórnia: American Recordings - Format: CD, CS, LP, digital download                  | 124                          | 48                           | –                            | –                            | –                            | –                            | –                            | –                            | –                            | –                            | –                            | –                            | –                            | 68                           | –                            | –                            | 29                           | –                            | –                            | –                            | 103                          | - USA: platyna - CAN: złoto - UK: złoto                                                                                          | - CAN: 50 000+                                                |
| 2001                                                    | Toxicity - Wydany: 4 września 2001 - Wytwórnia: American Recordings - Format: CD, CS, LP, digital download                          | 1                            | 6                            | 16                           | 8                            | 25                           | 1                            | 31                           | –                            | 8                            | 23                           | 23                           | 17                           | 23                           | 17                           | –                            | 7                            | 17                           | –                            | 47                           | 31                           | 13                           | - USA: 3× platyna - AUS: 3× platyna - AUT: złoto - CAN: 2× platyna - SWI: złoto - UK: platyna - POL: platyna                     | - AUS: 210 000+ - CAN: 200 000+ - SWI: 20 000+ - POL: 20 000+ |
| 2002                                                    | Steal This Album! - Wydany: 26 listopada 2002 - Wytwórnia: American Recordings, Columbia Records - Format: CD, LP, digital download | 15                           | 11                           | 24                           | –                            | 38                           | –                            | –                            | –                            | 25                           | 34                           | 14                           | 47                           | 45                           | 41                           | 36                           | 26                           | 25                           | –                            | 41                           | 25                           | 56                           | - USA: platyna - AUS: złoto - FIN: złoto - UK: platyna                                                                           | - AUS: 35 000+ - FIN: 15 886                                  |
| 2005                                                    | Mezmerize - Wydany: 17 maja 2005 - Wytwórnia: American Recordings, Columbia Records - Format: CD, LP, digital download              | 1                            | 1                            | 1                            | 6                            | 4                            | 1                            | 3                            | 12                           | 2                            | 1                            | 1                            | 2                            | 4                            | 5                            | 2                            | 1                            | 5                            | 9                            | 1                            | 1                            | 2                            | - USA: platyna - AUS: platyna - AUT: złoto - CAN: 3× platyna - FIN: platyna - FRA: złoto - IRL: platyna - SWI: złoto - UK: złoto | - AUS: 70 000+ - CAN: 300 000+ - FIN: 33 068 - SWI: 20 000+   |
| 2005                                                    | Hypnotize - Wydany: 22 listopada 2005 - Wytwórnia: American Recordings, Columbia Records - Format: CD, LP, digital download         | 1                            | 3                            | 3                            | 17                           | 13                           | 1                            | 11                           | 26                           | 1                            | 4                            | 4                            | 10                           | 10                           | 15                           | 4                            | 1                            | 16                           | 15                           | 3                            | 4                            | 11                           | - USA: platyna - AUS: złoto - AUT: złoto - FIN: platyna - IRL: platyna - SWI: złoto - UK: złoto                                  | - AUS: 35 000+ - FIN: 31 990 - SWI: 15 000+                   |
| „–” oznacza, że album nie był notowany na danej liście. | |                              |                              |                              |                              |                              |                              |                              |                              |                              |                              |                              |                              |                              |                              |                              |                              |                              |                              |                              |                              |                              | |                                                               |

## Single
| 1998                                                     | „Sugar”      | –  | 31 | 28 | –  | –  | –  | –  | –  | –  | –  | –  | –  | –  | –  | –  | 136 |                           | System of a Down |
| 1999                                                     | „Spiders”    | –  | 38 | 25 | –  | –  | –  | –  | –  | –  | –  | –  | –  | –  | –  | –  | –   |                           | System of a Down |
| 2001                                                     | „Chop Suey!” | 76 | 7  | 12 | 14 | –  | 18 | –  | –  | –  | –  | 46 | –  | 25 | –  | –  | 17  | - AUS: złoto - USA: złoto | Toxicity         |
| 2002                                                     | „Toxicity”   | 70 | 3  | 10 | 39 | –  | –  | –  | –  | –  | 88 | 47 | –  | 75 | –  | 90 | 25  |                           | Toxicity         |
| 2002                                                     | „Aerials”    | 55 | 1  | 1  | 36 | –  | –  | –  | –  | –  | 80 | 35 | –  | –  | –  | –  | 34  |                           | Toxicity         |
| 2005                                                     | „B.Y.O.B.”   | 27 | 4  | 4  | 42 | –  | –  | –  | –  | –  | –  | –  | –  | –  | –  | –  | –   | - USA: platyna            | Mezmerize        |
| 2005                                                     | „Question!”  | –  | 9  | 7  | –  | –  | –  | –  | –  | –  | –  | 47 | –  | –  | –  | –  | 41  |                           | Mezmerize        |
| 2005                                                     | „Hypnotize”  | 57 | 1  | 5  | –  | –  | –  | –  | 4  | –  | 83 | 47 | 44 | 31 | –  | –  | 48  | - USA: złoto              | Hypnotize        |
| 2006                                                     | „Lonely Day” | –  | 10 | 10 | 37 | 62 | –  | 20 | 16 | 84 | 46 | –  | –  | –  | 17 | 72 | –   |                           | Hypnotize        |
| „–” oznacza, że singel nie był notowany na danej liście. |              |    |    |    |    |    |    |    |    |    |    |    |    |    |    |    |     |                           |                  |

### Single promocyjne
| Rok                                                      | Tytuł                   | Najwyższe pozycje na listach | Najwyższe pozycje na listach | Album             |
| Rok                                                      | Tytuł                   | USA Alt.                     | USA Main. Rock               | Album             |
| -------------------------------------------------------- | ----------------------- | ---------------------------- | ---------------------------- | ----------------- |
| 2001                                                     | „Prison Song / X”       | –                            | –                            | Toxicity          |
| 2001                                                     | „Johnny”                | –                            | –                            | –                 |
| 2002                                                     | „Innervision”           | 14                           | 12                           | Steal This Album! |
| 2005                                                     | „Cigaro”                | 29                           | 34                           | Mezmerize         |
| 2005                                                     | „Violent Pornography”   | –                            | –                            | Mezmerize         |
| 2006                                                     | „Kill Rock 'n Roll”     | –                            | 38                           | Hypnotize         |
| 2006                                                     | „Vicinity of Obscenity” | –                            | –                            | Hypnotize         |
| „–” oznacza, że singel nie był notowany na danej liście. |                         |                              |                              |                   |

## Teledyski
| Rok  | Tytuł        | Reżyseria                          |
| ---- | ------------ | ---------------------------------- |
| 1998 | „Sugar”      | Nathan „Karma” Cox                 |
| 1999 | „Spiders”    | Charlie Deaux                      |
| 2001 | „Chop Suey!” | Marcos Siega                       |
| 2002 | „Toxicity”   | Shavo Odadjian i Marcos Siega      |
| 2002 | „Aerials”    | Shavo Odadjian i David Slade       |
| 2003 | „Boom!”      | Michael Moore                      |
| 2005 | „B.Y.O.B.”   | Jake Nava                          |
| 2005 | „Question!”  | Shavo Odadjian i Howard Greenhalgh |
| 2005 | „Hypnotize”  | Shavo Odadjian                     |
| 2006 | „Lonely Day” | Josh Melnick i Xander Charity      |

1. ↑  Sprzedaż w latach 1998-2002[2].
2. ↑  Sprzedaż w latach 2001-2009[4].
3. ↑  Sprzedaż w latach 2001-2002[2].
4. ↑  Sprzedaż w latach 2001-2003[5].
5. ↑  Sprzedaż w 2002 roku[36].
6. ↑  Sprzedaż w 2005 roku[39].
7. ↑  Sprzedaż w latach 2001-2002[2].
8. ↑  Sprzedaż w 2005 roku[5].
9. ↑  Sprzedaż w 2005 roku[39].
10. ↑  Sprzedaż w latach 2005-2006[5].

1. 1 2 3 4 5 6 7 8 9 10  Certified Awards Search. riaa.com. [dostęp 2015-06-20]. (ang.).
2. 1 2 3 4 5 6 7 8  Gold Platinum Database. musiccanada.com. [dostęp 2015-06-20]. (ang.).
3. 1 2  System of a Down - Chart history: Billboard 200. billboard.com. [dostęp 2015-06-20]. [zarchiwizowane z tego adresu (2015-05-05)]. (ang.).
4. 1 2 3  ARIA Charts – Accreditations - 2009 Albums. aria.com.au. [dostęp 2015-06-20]. (ang.).
5. 1 2 3 4 5 6 7  Search for: System of a Down. swisscharts.com. [dostęp 2015-06-20]. (niem. • ang.).
6. 1 2 3 4 5 6  Search Results (w polu Keywords: należy wpisać SYSTEM OF A DOWN a w polu Search by: ustawić Artist i wybrać SEARCH). bpi.co.uk. [dostęp 2014-06-08]. (ang.).
7. 1 2  Discography System of a Down. australian-charts.com. [dostęp 2015-06-20]. (ang.).
8. 1 2  Discography System of a Down. austriancharts.at. [dostęp 2015-06-20]. (niem.).
9. 1 2  Discografie System of a Down. ultratop.be. [dostęp 2015-06-20]. (niderl. • fr. • ang.).
10. ↑  Discographie System of a Down. ultratop.be. [dostęp 2015-06-20]. (fr. • niderl. • ang.).
11. ↑  System of a Down - Chart history: Canadian Albums. billboard.com. [dostęp 2015-06-20]. [zarchiwizowane z tego adresu (2015-05-05)]. (ang.).
12. 1 2  Discography System of a Down. danishcharts.com. [dostęp 2015-06-20]. (ang.).
13. ↑  System of a Down in Spanish Charts. spanishcharts.com. [dostęp 2015-06-20]. (ang.).
14. 1 2  Discography System of a Down. finnishcharts.com. [dostęp 2015-06-20]. (ang.).
15. 1 2  Discographie System of a Down. lescharts.com. [dostęp 2015-06-20]. (fr.).
16. ↑  System of a Down: Longplay-Chartverfolgung. musicline.de. [dostęp 2015-06-20]. (niem.).
17. 1 2  Discography System of a Down. irish-charts.com. [dostęp 2015-06-20]. (ang.).
18. 1 2  System of a Down in Italian Charts. italiancharts.com. [dostęp 2015-06-20]. (ang.).
19. 1 2  Discografie System of a Down. dutchcharts.nl. [dostęp 2015-06-20]. (niderl.).
20. ↑  Discography System of a Down. norwegiancharts.com. [dostęp 2015-06-20]. (ang.).
21. 1 2  Discography System of a Down. charts.org.nz. [dostęp 2015-06-20]. (ang.).
22. ↑  Discography System of a Down. portuguesecharts.com. [dostęp 2015-06-20]. (ang.).
23. ↑  Discography System of a Down. swedishcharts.com. [dostęp 2015-06-20]. (ang.).
24. 1 2  System of a Down. swisscharts.com. [dostęp 2015-06-20]. (niem. • ang.).
25. 1 2  System of a Down. officialcharts.com. [dostęp 2015-06-20]. (ang.).
26. ↑  OLiS – OFICJALNA LISTA SPRZEDAŻY. olis.onyx.pl. [dostęp 2015-06-20]. (pol. • ang.).
27. 1 2  DJ S – The System Of Life. zobbel.de. [dostęp 2015-06-20]. (ang.).
28. 1 2 3  Certification Definitions. musiccanada.com. [dostęp 2015-06-20]. (ang.).
29. ↑  OLiS – OFICJALNA LISTA SPRZEDAŻY. olis.onyx.pl. [dostęp 2015-06-20]. (pol. • ang.).
30. 1 2 3  Gold & Platin – Starten Sie Ihre Suche in der Online-Datenbank: (w polu Interpret: należy wpisać SYSTEM OF A DOWN i wybrać Suchen). ifpi.at. [dostęp 2014-06-08]. (niem.).
31. ↑  Platynowe płyty CD przyznane w 2022 roku [online], ZPAV [dostęp 2022-08-18] [zarchiwizowane z adresu 2023-12-03].
32. 1 2 3 4  ARIA Gold and Platinum Awards. aria.com.au. [dostęp 2015-06-20]. (ang.).
33. 1 2 3  EDELMETALL. hitparade.ch. [dostęp 2015-06-20]. (niem. • ang.).
34. ↑  Regulamin przyznawania wyróżnień [online], ZPAV, 1 sierpnia 2021 [dostęp 2022-08-18] [zarchiwizowane z adresu 2021-08-05].
35. ↑  OLiS – OFICJALNA LISTA SPRZEDAŻY. olis.onyx.pl. [dostęp 2015-06-20]. (pol. • ang.).
36. 1 2  ARIA Charts – Accreditations - 2002 Albums. aria.com.au. [dostęp 2015-06-20]. (ang.).
37. 1 2 3 4 5 6  TILASTOT – System of a Down. ifpi.fi. [dostęp 2015-06-20]. [zarchiwizowane z tego adresu (2010-08-18)]. (fiń.).
38. ↑  OLiS – OFICJALNA LISTA SPRZEDAŻY. olis.onyx.pl. [dostęp 2015-06-20]. (pol. • ang.).
39. 1 2 3 4  ARIA Charts – Accreditations - 2005 Albums. aria.com.au. [dostęp 2015-06-20]. (ang.).
40. ↑  Les Certifications – Notre Base de Données. snepmusique.com. [dostęp 2014-12-07]. (fr.).
41. 1 2  2005 Certification Awards – Platinum. irishcharts.ie. [dostęp 2015-06-20]. (ang.).
42. ↑  OLiS – OFICJALNA LISTA SPRZEDAŻY. olis.onyx.pl. [dostęp 2015-06-20]. (pol. • ang.).
43. ↑  System of a Down - Chart history: The Hot 100. billboard.com. [dostęp 2015-06-20]. [zarchiwizowane z tego adresu (2015-10-03)]. (ang.).
44. 1 2  System of a Down - Chart history: Alternative Songs. billboard.com. [dostęp 2015-06-20]. [zarchiwizowane z tego adresu (2015-10-03)]. (ang.).
45. 1 2  System of a Down - Chart history: Mainstream Rock Songs. billboard.com. [dostęp 2015-06-20]. [zarchiwizowane z tego adresu (2015-10-03)]. (ang.).
46. ↑  System of a Down: Single-Chartverfolgung. musicline.de. [dostęp 2015-06-20]. [zarchiwizowane z tego adresu (2015-07-22)]. (niem.).
47. ↑  ARIA Charts – Accreditations - 2002 Singles. aria.com.au. [dostęp 2014-06-11]. (ang.).
48. ↑  Sugar. [w:] MTV [on-line]. MTV Networks, 1998-06-30. [dostęp 2009-01-26].
49. ↑  Robert Mancini: System of a Down Finishes Show with Friendly Help After Vocal Troubles, Plans New Video. [w:] MTV News [on-line]. MTV Networks, 1999-12-08. [dostęp 2009-01-26].
50. ↑  Chop Suey!. [w:] MTV [on-line]. MTV Networks, 2001-08-13. [dostęp 2009-01-26].
51. ↑  Toxicity. [w:] MTV [on-line]. MTV Networks, 2002-01-14. [dostęp 2009-01-26].
52. ↑  Corey Moss: System of a Down to Release Toxicity Outtakes. [w:] MTV News [on-line]. MTV Networks, 2002-06-21. [dostęp 2009-01-26].
53. ↑  Boom!. [w:] MTV [on-line]. MTV Networks, 2003-03-17. [dostęp 2009-01-26].
54. ↑  B.Y.O.B.. [w:] MTV [on-line]. MTV Networks, 2005-04-18. [dostęp 2009-01-26].
55. ↑  Question!. [w:] MTV [on-line]. MTV Networks, 2005-08-01. [dostęp 2009-01-26].
56. ↑  Hypnotize. [w:] MTV [on-line]. MTV Networks, 24 października, 2005. [dostęp 2009-01-26].
57. ↑  Lonely Day. [w:] MTV [on-line]. MTV Networks, 2006-03-01. [dostęp 2009-01-26].